# ونسا پارادی
ونسا شانتال پارادی (فرانسوی: Vanessa Chantal Paradis‎؛ زادهٔ ۲۲ دسامبر ۱۹۷۲) خواننده، مدل و بازیگر فرانسوی است. پارادی در سن ۱۴ سالگی با موفقیت بین‌المللی برای ترانه‌اش «جو لِه تاکسی» (جو، راننده تاکسی) (۱۹۸۷) تبدیل به یک ستاره کودک شد. او در سن ۱۷ سالگی بالاترین افتخارات فرانسه را به عنوان خواننده و بازیگر با جایزه رومی اشنایدر و جایزه سزار برای آتیه‌دارترین بازیگر زن برای فیلم زفاف سپید از ژان-کلود بریسو دریافت کرد. او همچنین جایزهٔ کامیابی‌های موسیقی را برای بهترین خواننده زن برای آلبومش دریافت کرد. برجسته‌ترین فیلم‌های او عبارتند از الیزا (۱۹۹۵) در کنار ژرار دوپاردیو، به کدام سمت عزیزم (۱۹۹۷) در مقابل ژان رنو (۱۹۹۷)، نیمه شانس (۱۹۹۸) با همبازی ژان-پل بلموندو و آلن دلون، دختری بر روی پل (۱۹۹۹)، قلب‌شکن (۲۰۱۰) و کافه دو فلور (۲۰۱۱). ادای احترام او به ژن مورو در جشنواره فیلم کن ۱۹۹۵ که طی آن آنها در دوئت «توربیلون» را آواز خواندند در فرهنگ عامه فرانسه قابل توجه شده‌است. او در سال ۲۰۲۲ برای بازی در نمایش مامان نامزد جایزه مولیر بهترین بازیگر زن شد.
او همچنین موسیقی‌دان بسیاری از موسیقی‌دانان و ترانه‌سراها بوده‌است که هر کدام یکی از آلبوم‌های او را تحت حمایت خود گرفتند، از جمله اتین رودا گیل (۱۹۸۸)، سرژ گنسبور (۱۹۹۰)، لنی کراویتز (۱۹۹۲)، ماتیو چدید (۲۰۰۷)، بنژامین بیوله (۲۰۱۳)، ساموئل بنشتریت و گروه بیز (۲۰۱۸). پارادی به عنوان یک مدل روی بیش از ۳۰۰ جلد مجله در سراسر جهان ظاهر شده‌است، از جمله وگ، ال، هارپرز بازار، مادام فیگارو، پاری مچ، ونتی فر، گلامور، پریمیر یا ماری کلر. او از سال ۱۹۹۱ سخنگوی شنل بود که توسط کارل لاگرفلد با فیلم تبلیغاتی کوتاهی با عنوان «روح شنل» با کارگردانی ژان پل گود آغاز شد. پارادی در سال ۲۰۱۱ با دریافت نشان هنر و ادب، افسر ساخته شد و در سال ۲۰۱۵ در لژیون دونور عنوان شوالیه به او اعطا شد.

## اوایل زندگی
پارادی در سن-مر-د-فوسه، نزدیک پاریس، در خانواده‌ای از طراحان داخلی، آندره و کورین پارادی متولد شد. حرفه خوانندگی او در سن هشت سالگی شروع شد، زمانی که عمویش، دیدیه پین، تهیه‌کننده رکورد، به او کمک کرد تا در یک برنامه استعدادیابی برای خوانندگان کودک در یک برنامهٔ تلویزیونی محلی ظاهر شود.

## حرفه

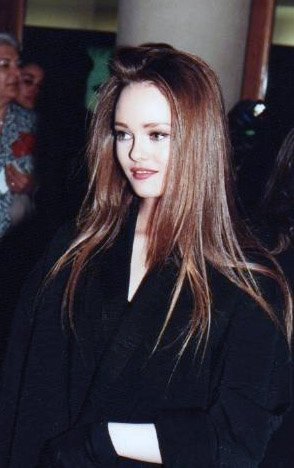
پارادی در پانزدهمین جوایز سزار ۱۹۹۰

### ۱۹۸۳–۱۹۹۱
پارادی اولین تک آهنگ خود را با نام «جادوی مهمانی‌های سرزده» در سال ۱۹۸۳ ضبط کرد و در سال ۱۹۸۵ در یک جشنواره ایتالیایی اجرا کرد. این ترانه اگرچه موفقیت‌آمیز نبود، اما راهی را برای ترانهٔ «جو لِه تاکسی» هموار کرد که پارادی با آن در سطح بین‌المللی در سال ۱۹۸۷ زمانی که ۱۴ ساله بود به شهرت رسید. این آهنگ به مدت ۱۱ هفته شماره یک در فرانسه بود و به‌طور غیرمعمول برای آهنگی که به زبان فرانسوی خوانده شده، در بریتانیا منتشر شد، جایی که به رتبه سوم رسید. این ترانه از اولین آلبوم او M&J (اِم و جِی؛ مارلین و جان) گرفته شده‌است؛ این آلبوم در فرانسه در رتبه سیزدهم قرار گرفت، اما در بریتانیا توجه کمی را به خود جلب کرد و وارد نمودار بریتانیا نشد.
پارادی در سن ۱۶ سالگی در مارس ۱۹۸۹ دبیرستان را ترک کرد تا حرفه خوانندگی خود را دنبال کند. پارادی آلبوم «تغییرات در عشق تو» را در سال ۱۹۹۰ منتشر کرد که شامل بازسازی آهنگ «قدم‌زدن در سمت غربی» از لو رید بود. این آلبوم توسط آهنگساز فرانسوی سرژ گنسبور نوشته شده‌است، او زمانی که در ۴ فوریه ۱۹۹۰ جایزه بهترین خواننده را در ویکتوار د لا موزیک دریافت کرد، با او آشنا شد.
در سال ۱۹۹۰، او جایزه سزار سال ۱۹۹۰ را برای آتیه‌دارترین بازیگر زن برای بازی در زفاف سپید دریافت کرد.
در سال ۱۹۹۱، پارادی عطر کوکو را برای شنل تبلیغ کرد. او در تبلیغات با پرهای سیاه پوشیده‌شده و پرنده‌ای را در حال تاب‌خوردن در قفس به تصویر می‌کشید. این آگهی توسط ژان پل گود فیلمبرداری شده‌است. پارادی در سال ۲۰۱۰ از تحسین مداوم خود از شنل صحبت کرد و گفت: «هرچه بیشتر شنل را می‌شناسم، بیشتر دوستش دارم.»

### ۱۹۹۲–۱۹۹۶
در سال ۱۹۹۲، پارادی به ایالات متحده نقل مکان کرد تا با لنی کراویتز، که در آن زمان با او رابطه‌ای داشت، کار کند. پارادی شروع به کار روی یک آلبوم جدید به زبان انگلیسی کرد، زبانی که اکنون به آن مسلط بود. این آلبوم با عنوان ونسا پارادی که توسط کراویتز نوشته و تهیه شده‌است، در صدر جدول فرانسه قرار گرفت و برای مدت کوتاهی در فهرست بریتانیا (شماره ۴۵) قرار گرفت. یکی از تک‌آهنگ‌های آن «عزیزم باش» بود که رتبه ۵ را در فرانسه کسب کرد و رتبه ششم را در ۱۰ ترانهٔ برتر بریتانیا به دست آورد.
در مارس ۱۹۹۳، پارادی اولین تور بین‌المللی خود با عنوان «Natural High Tour» را آغاز کرد. او در فرانسه، انگلستان و کانادا اجرا کرد. در فوریه ۱۹۹۴، آلبوم زنده در فرانسه منتشر شد. پارادی در آوریل ۱۹۹۴، فیلم الیزا را با همکاری ژان بکر فیلمبرداری کرد. الیزا در فرانسه موفقیت بزرگی داشت و در سطح بین‌المللی منتشر شد.

### ۱۹۹۷–۲۰۰۶
در سال ۱۹۹۷، پارادی در فیلم عشق یک جادوگر با ژان مورو و ژان رنو بازی کرد و پس از آن در نیمه شانس، با آلن دلون و ژان پل بلموندو ظاهر شد. در مارس ۱۹۹۹، دختری بر روی پل اثر پاتریس لکونت منتشر شد. این فیلم سیاه و سفید فیلمبرداری و اکران شده‌است.
او در سال‌های ۲۰۰۴ و ۲۰۰۵ برای کیف‌های دستی شنل مدل شد و در سال ۲۰۰۸ برای میو میو مدل شد. در همین حال، او در آلبوم و کنسرت کودکان فرانسوی سرباز صورتی در سال ۲۰۰۶ حضور داشت.

### ۲۰۰۷–اکنون

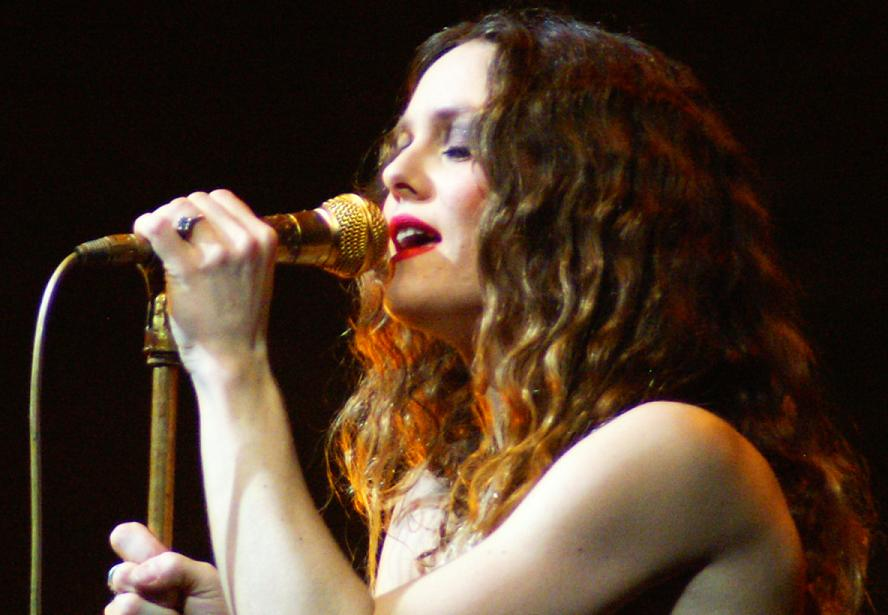
پارادی در کنسرت ترانه دیوندیلی ۲۰۰۷

پارادی در سال ۲۰۰۷ آلبوم جدیدی با نام دیوینیدیل منتشر کرد که در ۱۱ دسامبر (سپتامبر در فرانسه) در بریتانیا منتشر شد. سه نسخه (معمولی، نسخه محدود و نسخه کریسمس) از آن وجود دارد. او تور این آلبوم را در اکتبر آغاز کرد. برخی از کنسرت هافیلمبرداری شدند و یک دی‌وی‌دی/سی‌دی از تور منتشر شد. پارادی در فوریه ۲۰۰۸ دو جایزه ویکتوار د لا موزیک را برای این آلبوم دریافت کرد. از برخی از پروژه‌های بعدی او می‌توان به سی‌دی بهترین‌های ونسا پارادی، اشاره کرد. او همچنین در فیلم پویانمایی هیولایی در پاریس که در سال ۲۰۱۰ منتشر شد بازی کرد.
ژان-مارک والی کارگردان کانادایی، پارادی را برای ایفای نقش اصلی در فیلم کافه دو فلور انتخاب کرد که در آن او نقش مادر مجرد کودکی مبتلا به نشانگان دان در دهه ۱۹۶۰ را بازی می‌کند. این فیلم در سال ۲۰۱۱ اکران شد و پارادی جایزه جینی برای بهترین بازیگر نقش اول زن در ۲۰۱۲ به دست آورد.
پارادی در نوامبر ۲۰۱۰ یک آلبوم آکوستیک با عنوان یک شب در ورسای منتشر کرد. این آلبوم در کاخ ورسای در طول تور آکوستیک کنسرتش ضبط شد. او همچنین مجموعه‌ای از دی‌وی‌دی‌ها را در سال ۲۰۱۰ به نام «Anthologie» منتشر کرد که اجرای زنده و مصاحبه‌های کمیاب را از سال ۱۹۸۷ تا ۲۰۰۷ جمع‌آوری کرده‌است.
تور بین‌المللی او در سال ۲۰۱۱ شامل اجراهایی در ایالات متحده، کانادا، بریتانیا، اروپا و ترکیه بود.
پارادی در مهٔ ۲۰۱۳ آلبوم جدیدی را به نام ترانه‌های عشق منتشر کرد که یک ال‌پی دوبل تهیه‌شده توسط خواننده و تهیه‌کننده فرانسوی بنژامین بیوله است. اولین تک‌آهنگ، «آهنگ عشق»، نیز توسط یبوله نوشته شد. سومین تک آهنگ، «عشق من» توسط خواننده آدرین گالو نوشته شد. از دیگر افرادی که در ترانه‌نویسی آلبوم مشارکت داشته‌اند می‌توان به میکائل فرنون، خواننده میکی تری‌دی، و همچنین جانی دپ و لیلی رز دپ اشاره کرد.
در سال ۲۰۱۶، پارادی با دخترش لیلی رز به عنوان معلم تاریخ در فیلم یوگا هوزرز همبازی شد. در همان سال، او یکی از اعضای هیئت داوران اصلی رقابت جشنواره فیلم کن ۲۰۱۶ بود.
در سپتامبر ۲۰۲۱، پارادی اولین حضور تئاتری خود در را در نمایشنامه مامان، به نویسندگی و کارگردانی همسرش، ساموئل بنشتریت، در تئاتر ادوارد هفتم در پاریس انجام داد. او برای بازی در این نمایشنامه نامزد جایزه مولیر برای بهترین بازیگر زن در یک تئاتر خصوصی شد.

## زندگی خصوصی

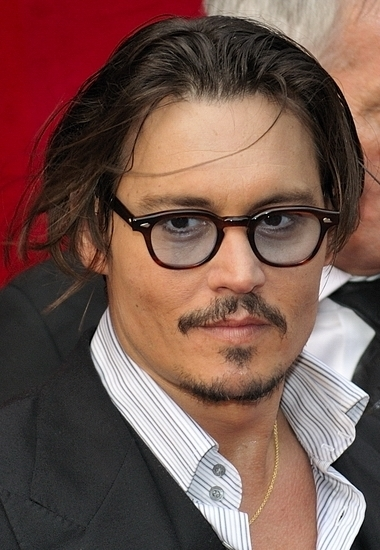
جانی دپ در اولین نمایش عمومی دشمنان در پاریس در سینما UGC Normandie.

پارادی در ۱۵ سالگی با خواننده ۲۶ ساله فرانسوی فلوران پاینیه آشنا شد. آنها در سال ۱۹۹۱ از هم جدا شدند. از سال ۱۹۹۲ تا ۱۹۹۷، او در رابطه با لنی کراویتز بود که با او آلبومی با نام خودش را در سال ۱۹۹۲ تولید کرد. او از سال ۱۹۹۷ تا ۱۹۹۸ با بازیگر فرانسوی استانیسلاس مرار ملاقات می‌کرد.
پارادی از سال ۱۹۹۸ تا ۲۰۱۲ با بازیگر آمریکایی جانی دپ رابطه داشت. آنها یک دختر به نام لیلی رز دپ (متولد ۱۹۹۹) و یک پسر متولد ۲۰۰۲ دارند.
پارادی در مهٔ ۲۰۱۴ در یک شوی شنل در دبی رابطه خود را با خواننده فرانسوی بنژامین بیوله تأیید کرد. آنها در مهٔ ۲۰۱۵ از هم جدا شدند. در نوامبر ۲۰۱۶، او با ساموئل بنشتریت، که او را در پنجمین فیلمش، سگ، کارگردانی کرد، آشنا شد. پارادی و بنشتریت در ژوئن ۲۰۱۸ در شهر سنت سیمئون در فرانسه ازدواج کردند. ونسا پارادی یک ملک روستایی در همان نزدیکی دارد و پدرش صاحب یک رستوران کوچک در همان روستای آرام بود.
خواهر پارادی، آلیسون پارادی، نیز بازیگر است.

### بشردوستی
پارادی از سال ۱۹۹۳ عضو یک گروه خیریه‌ای است که کنسرت‌های خیریه سالانه را برای رستو دو کر اجرا می‌کنند.

## آلبوم‌شناسی

### آلبوم‌های استودیویی
- ام‌اندجی (۱۹۸۸)
- تغییرات در عشق تو (۱۹۹۰)
- ونسا پارادی (۱۹۹۲)
- سعادت (۲۰۰۰)
- دیوینیدیل (۲۰۰۷)
- ترانه‌های عاشقانه (۲۰۱۳)
- منابع (۲۰۱۸)

## تورهای کنسرت
- تور نچرال های[چ] (۱۹۹۳)
- تور سعادت[ح] (۲۰۰۱)
- تور دیوینیدیل[خ] (۲۰۰۷–۲۰۰۸)
- تور آکوستیک کنسرت ونسا پارادی[د] (۲۰۰۹–۲۰۱۰))
- تور بین‌المللی ۲۰۱۱[ذ] (۲۰۱۱)
- تور ترانه‌های عاشقانه[ر] (۲۰۱۳)
- تور منابع[ز] (۲۰۱۹)

## فیلم‌شناسی
| سال  | عنوان                            | نقش                 | یادداشت‌ها                                             |
| ---- | -------------------------------- | ------------------- | ----------------------------------------------------- |
| ۱۹۸۹ | زفاف سپید                        | ماتیلد تسیه         |                                                       |
| ۱۹۹۵ | الیزا                            | ماری دزمولین        |                                                       |
| ۱۹۹۷ | کدام راه عزیزم                   | مورگان              |                                                       |
| ۱۹۹۸ | لذت (و ناراحتی‌های کوچک آن)       | صدای عصر جدید (صدا) |                                                       |
| ۱۹۹۸ | نیمه شانس                        | آلیس توماسو         |                                                       |
| ۱۹۹۹ | دختری بر روی پل                  | ادل                 |                                                       |
| ۲۰۰۲ | گم‌شده در لامانچا                 | خودش                | مستند (تصاویری از فیلمبرداری مردی که دن کیشوت را کشت) |
| ۲۰۰۴ | سیرک اتومیک، بازگشت جیمز باتای   | کنسیا               |                                                       |
| ۲۰۰۴ | فرشته من                         | کولت                |                                                       |
| ۲۰۰۵ | چرخ‌وفلک جادویی                   | مارگوت (صدا)        |                                                       |
| ۲۰۰۶ | لی سولدات رز                     | مید این اژیا        | فیلم تلویزیونی                                        |
| ۲۰۰۷ | کلید                             | سیسیل               |                                                       |
| ۲۰۱۰ | قلب‌شکن                           | ژولیت ون در بک      |                                                       |
| ۲۰۱۱ | هیولایی در پاریس                 | لوسیل (صدا)         | دوبله انگلیسی و فرانسوی                               |
| ۲۰۱۱ | کافه دو فلور                     | ژاکلین              |                                                       |
| ۲۰۱۲ | فلامینگو دبی                     | جکی                 |                                                       |
| ۲۰۱۲ | من خودم را خیلی کوچک کردم        | امانوئل             |                                                       |
| ۲۰۱۲ | کورنوال                          | اودیل               |                                                       |
| ۲۰۱۳ | ژیگولوی رو به زوال               | آویگال              |                                                       |
| ۲۰۱۴ | ریو، دوستت دارم                  | مالهر               | بخش «وقتی دیگر عشق نیست»                              |
| ۲۰۱۴ | زیر دامن دخترانه                 | رز                  |                                                       |
| ۲۰۱۶ | یوگا هوزرز                       | معلم تاریخ          |                                                       |
| ۲۰۱۷ | مریلین                           | ژان دزمرایس         |                                                       |
| ۲۰۱۷ | سرمازده                          | ماریان              |                                                       |
| ۲۰۱۷ | چین                              | هلن                 |                                                       |
| ۲۰۱۸ | عکس خانوادگی                     | گابریلا             |                                                       |
| ۲۰۱۸ | چاقو در قلب                      | آن پاریز            |                                                       |
| ۲۰۲۰ | دو آلفرد                         | آلبانی              |                                                       |
| ۲۰۲۱ | این موسیقی برای هیچ‌کس پخش نمی‌شود | سوزانا              |                                                       |

### تئاتر
| سال  | عنوان | نقش  | اثر            | کارگردان       | یادداشت‌ها                                           | منبع          |
| ---- | ----- | ---- | -------------- | -------------- | --------------------------------------------------- | ------------- |
| ۲۰۲۱ | مامان | جوآن | ساموئل بنشتریت | ساموئل بنچتریت | نامزد–جایزه مولیر برای بهترین بازیگر زن تئاتر خصوصی | [ ۴۷ ] [ ۲۴ ] |

## جوایز
| سال  | جایزه                             | دسته‌بندی                | آثار و دلیل                      | نتیجه    |
| ---- | --------------------------------- | ----------------------- | -------------------------------- | -------- |
| ۱۹۸۸ | ویکتوار د لا موزیک                | بهترین آهنگ             | جو راننده تاکسی                  | نامزدشده |
| ۱۹۸۹ | ویکتوار د لا موزیک                | بهترین هنرمند جدید      | خودش                             | نامزدشده |
| ۱۹۸۹ | ویکتوار د لا موزیک                | بهترین موزیک ویدیو      | "Mosquito"                       | نامزدشده |
| ۱۹۹۰ | جایزه سزار آتیه‌دارترین بازیگر زن  | آینده دارترین بازیگر زن | زفاف سپید                        | برنده    |
| ۱۹۹۰ | جایزه رومی اشنایدر                | آینده دارترین بازیگر زن | خودش                             | برنده    |
| ۱۹۹۰ | جایزه رومی اشنایدر                | بهترین هنرمند زن        | خودش                             | برنده    |
| ۱۹۹۱ | ویکتوار د لا موزیک                | بهترین موزیک ویدیو      | تندم                             | برنده    |
| ۱۹۹۳ | ویکتوار د لا موزیک                | بهترین هنرمند زن        | خودش                             | نامزدشده |
| ۱۹۹۵ | جایزه اسکار برای بهترین بازیگر زن | بهترین بازیگر زن        | الیزا                            | نامزدشده |
| ۲۰۰۰ | جایزه سزار                        | بهترین بازیگر زن        | دختری روی پل                     | نامزدشده |
| ۲۰۰۱ | جوایز موسیقی NRJ                  | بهترین آلبوم            | آلبوم سعادت                      | نامزدشده |
| ۲۰۰۷ | شوالیه فرانسوی                    | شوالیه                  | خودش                             | برنده    |
| ۲۰۰۸ | ویکتوار د لا موزیک                | بهترین آلبوم پاپ        | ترانه دیوینیدیل                  | برنده    |
| ۲۰۰۸ | ویکتوار د لا موزیک                | بهترین هنرمند زن        | خودش                             | برنده    |
| ۲۰۰۸ | جایزه گلوب د کریستال              | بهترین بازیگر زن        | خودش                             | نامزدشده |
| ۲۰۰۹ | ویکتوار د لا موزیک                | بهترین موسیقی           | دیویندیل                         | برنده    |
| ۲۰۱۰ | جوایز گلوب د کریستال              | بهترین بازیگر زن        | قلب‌شکن                           | نامزدشده |
| ۲۰۱۲ | ویکتوار د لا موزیک                | بهترین موزیک ویدیو      | آهنگ لا سن برای هیولایی در پاریس | برنده    |
| ۲۰۱۲ | جوایز جن                          | بهترین بازیگر زن        | کافه د فلور                      | برنده    |
| ۲۰۱۲ | جایزه جوترا                       | بهترین بازیگر زن        | کافه د فلور                      | برنده    |
| ۲۰۱۲ | جشنواره کابورگ                    | بهترین بازیگر           | کافه د فلور                      | برنده    |
| ۲۰۱۶ | لژیون افتخار                      | شوالیه                  | خودش                             | برنده    |

## یادداشت
1. ↑  L'Esprit de Chanel؛ در ویکی‌پدیای فرانسوی
2. ↑  La Magie des surprises-parties; ترجمه تقریبی
3. ↑  Variations sur le même t'aime; ترجمه تقریبی
4. ↑  Une nuit à Versailles; ترجمه تقریبی
5. ↑  Love Songs
6. ↑  Mi Amor
7. ↑  Natural High Tour
8. ↑  Bliss Tour
9. ↑  Divinidylle Tour
10. ↑  Vanessa Paradis Concert Acoustique Tour
11. ↑  International Tour 2011
12. ↑  Love Songs Tour
13. ↑  Tournée les sources
14. ↑  Pleasure (And Its Little Inconveniences)
15. ↑  Le soldat Rose
16. ↑  Quando não há Mais Amor